# Sakoku
Tỏa Quốc (tiếng Nhật: 鎖国, Sakoku; Hán-Việt: Tỏa quốc, nghĩa là "khóa đất nước lại") là chính sách đối ngoại của Nhật Bản trong hơn hai thế kỷ, từ giữa thế kỷ 17 đến thế kỷ 19. Theo lệ Sakoku thì không người nước ngoài nào được vào Nhật Bản và ngược lại người Nhật cũng không được rời xứ sở nếu không được triều đình cho phép; kẻ vi phạm phải chịu án tử hình. Chính sách này được Mạc phủ Tokugawa ban bố dưới thời Tokugawa Iemitsu qua một số chỉ dụ từ năm 1633 đến năm 1639, sau đó được duy trì cho đến năm 1853 khi phó đề đốc Hải quân Hoa Kỳ Matthew Perry đến Nhật Bản và ép triều đình Nhật Bản phải thông thương trước áp lực quân sự. Lệ sakoku cấm người dân Nhật Bản ra nước ngoài vẫn còn hiệu lực cho đến thời Minh Trị Duy tân (1868) mới bắt đầu được nới lỏng và cuối cùng là bãi bỏ.
Thuật ngữ Tỏa Quốc được rút từ tác phẩm Tỏa Quốc Luận (鎖国論) (Sakoku-ron) của Shikizu Tadao (志筑 忠雄) ("Chí Trúc Trung Hùng") soạn năm 1801. Trước đó Shikizu đã dịch tác phẩm thế kỷ 17 của nhà du hành người Đức Engelbert Kaempfer khi viết về Nhật Bản. Kaempfer nhận xét rằng chính sách kaikin (海禁), hay "hải cấm" của triều đình Nhật Bản đã khóa kín quốc gia đó nên Shikizu mượn ý niệm đó mà đặt ra sakoku.

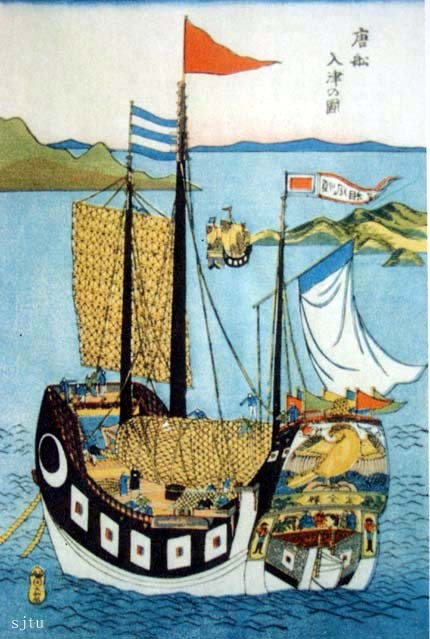
Thuyền buồm Trung Hoa ở Nhật Bản vào đầu thời Tỏa quốc (tranh khắc gỗ Nhật Bản 1644-1648).

Đúng ra Nhật Bản không hẳn biệt lập dưới chính sách Tỏa quốc vì vẫn có ít nhiều giao lưu với các nước lân bang. Việc nghiêm cấm đối ngoại áp dụng nghiêm ngặt nhất với hai ngành ngoại thương và ngoại giao để hạn chế các thế lực ngoại quốc. Bằng chỉ định phiên chúa địa phương nào được quyền giao tiếp với ngoại quốc, phiên chúa nào không, chính quyền trung ương có thể kiểm soát một cách chặt chẽ mà không cần trực tiếp canh gác mọi cửa biển. 
Mạc phủ cho phép:
1. Người Hà Lan là người Âu châu duy nhất được đặt chân lên đất Nhật Bản. Thương điếm chỉ được đặt ở Dejima (Nagasaki)
2. Người Trung Hoa cũng phải qua ngả Nagasaki để có thể được bước chân vào Nhật Bản
3. Nhà Lý Triều Tiên thì có chính quyền trên đảo Tsushima làm trung gian
4. Các bộ tộc người Ainu thì phải thông Chính quyền Matsumae ở Hokkaidō
5. Vương quốc Ryūkyū thì có phiên Satsuma đảm trách

Thương đoàn ngoại quốc, ngoài việc giao dịch với các phiên chúa địa phương còn phải gửi tặng phẩm đến dinh phủ của Mạc phủ tại Edo. Hành trình của sứ đoàn ngoại quốc lên tận Edo cũng là dịp thần dân Nhật Bản thấy thoáng qua nét sinh hoạt, trang phục của người nước ngoài.

## Buôn bán thời Tỏa Quốc
Nhật Bản lúc bấy giờ buôn bán với năm thực thể khác nhau, thông qua 4 "cửa khẩu". Qua phiên Matsumae ở Ezo (tức Hokkaido) họ buôn bán với người Ainu. Qua gia tộc đại danh Sō ở Tsushima (Đối Mã), họ có quan hệ với nhà Triều Tiên. Công ty Đông Ấn Hà Lan được cho phép buôn bán ở Nagasaki, cùng với các thương nhân người Hoa, những người cũng buôn bán với Vương quốc Ryukyu (Lưu Cầu), một vương triều bán độc lập trong gần hết thời kỳ Edo, và bị gia tộc Shimazu của phiên bang Satsuma kiểm soát. Tashiro Kazui đã chỉ ra rằng buôn bán giữa Nhật Bản và các thực thể này được chia làm hai loại: Nhóm A gồm Trung Quốc và Nhật Bản, "quan hệ với họ dưới sự giám sát trực tiếp của Mạc phủ ở Nagasaki" và nhóm B, đại diện là Vương quốc Triều Tiên và Vương quốc Ryukyu, "họ buôn bán với phiên Đối Mã (gia tộc Sō) và Satsuma (gia tộc Shimazu)."
Hai nhóm khác nhau này phản ánh về cơ bản kiểu buôn bán nhập khẩu và xuất khẩu. Xuất khẩu từ Nhật Bản đến Triều Tiên và Vương quốc Ryukyu, cuối cùng được mang từ những vùng đất này đến Trung Quốc. Ở quần đảo Ryukyu và Triều Tiên, các gia tộc chịu trách nhiệm buôn bán với Triều Tiên và Vương quốc Ryukyu xây dựng các thương điếm ở bên ngoài lãnh thổ Nhật Bản—nơi thương mại thực sự diễn ra. Vì cần người Nhật đi đến các thương điếm, việc buôn bán này giống như xuất khẩu, với người Nhật có quan hệ thường xuyên với thương nhân nước ngoài ở vùng đất có đặc quyền về cơ bản. Buôn bán với thương nhân Trung Quốc và Hà Lan ở Nagasaki diễn ra trên một hòn đảo gọi là Dejima, tách biệt khỏi thành phố bởi một eo biển nhỏ; người nước ngoài không thể vào nước Nhật từ Dejima, và người Nhật cũng không vào được Dejima mà không có quyền hoặc giấy phép đặc biệt.

## Thuật ngữ
Buôn bán thực ra vẫn phát đạt trong thời kỳ này, và mặc dù ngoại giao và thương mại bị giới hạn ở một số cảng nào đó, đất nước Nhật không hề đóng cửa hoàn toàn. Thực tế là, khi Mạc phủ trục xuất người Bồ Đào Nha, họ đồng thời cũng tiến thành thương thảo với các đại diện người Hà Lan và Triều Tiên để đảm bảo kim ngạch thương mại nói chung của đất nước không bị ảnh hưởng . Do đó, giới học giả vài thập kỷ gần đây ngày càng thường gọi chính sách đối ngoại thời kỳ này không phải Tỏa Quốc, với ý nghĩa là đất nước hoàn toàn biệt lập, tách biệt và đóng cửa, mà họ dùng thuật ngữ kaikin (海禁, "hải cấm") được sử dụng trong các thư tịch thời kỳ đó, và xuất phát từ định nghĩa Trung Quốc tương đương hai jin.

## Lý do cơ bản

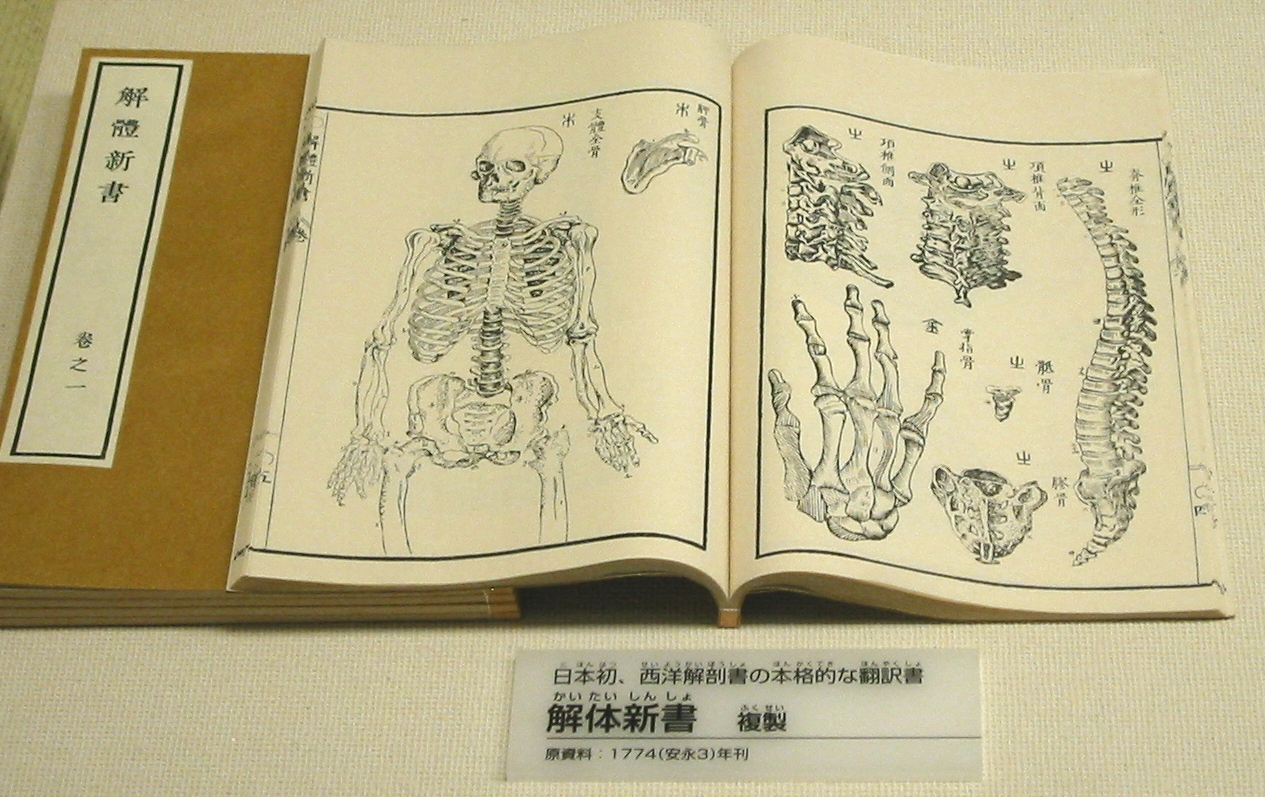
Chuyên luận Nhật Bản đầu tiên về khoa giải phẫu học phương Tây, xuất bản vào năm 1774. Đó là một ví dụ về "Rangaku" tại Bảo tàng Khoa học Quốc gia Tokyo.

Người ta nói chung thường coi rằng Mạc phủ áp đặt và thực thi chính sách Tỏa Quốc để loại bỏ thế lực tôn giáo và thực dân trước hết của Tây Ban Nha và Bồ Đào Nha, được cho là tạo ra sự đe dọa với sự ổn định của Mạc phủ và nền hòa bình của quần đảo. Số lượng người Nhật cải sang đạo Công giáo ngày càng tăng ở phía Nam của Nhật Bản (chủ yếu là Kyūshū) được nhìn nhận như một mối đe dọa quan trọng.
Thiên hoàng rất lo ngại khi ông biết đến việc người Tây Ban Nha và Bồ Đào Nha đã bình định Tân Thế giới như thế nào, và nghĩ rằng Nhật Bản sẽ sớm bị đánh chiếm, trở thành một trong các thuộc địa của họ.
Các thương nhân người Anh và người Hà Lan theo đạo Tin lành đổ thêm dầu vào lửa khi buộc tội các nhà truyền đạo người Tây Ban Nha và Bồ Đào Nha truyền giáo một cách có hệ thống, như là một phần của chính sách cai trị về văn hóa và thực dân hóa các nước Á Châu. Số lượng người Công giáo ở Nhật Bản tăng nhanh vì nỗ lực của các nhà truyền giáo, ví dụ như Francis Xavier và các đại danh cải đạo. Lý do trực tiếp dẫn đến việc áp đặt chính sách Tỏa Quốc là cuộc nổi loạn Shimabara kéo dài từ năm 1637 đến năm 1638, một cuộc nổi dậy của hơn 40.000 nông dân, phần lớn theo Công giáo. Sau việc này, Mạc phủ buộc tội các nhà truyền giáo đã xúi giục cuộc nổi loạn, trục xuất họ ra khỏi đất nước, và nghiêm cấm tôn giáo này bằng án tử hình. Những người Công giáo Nhật Bản còn lại, phần lớn ở Nagasaki, tập hợp lại thành một cộng đồng ngầm và được gọi là Kakure Kirishitan. 
Tất các mối liên hệ với thế giới bên ngoài bị Mạc phủ, và các phiên có nhiệm vụ giao thương (Đối Mã, Matsumae, and Satsuma) bị hạn chế nghiêm ngặt. Thương nhân Hà Lan được cho phép tiếp tục buôn bán ở Nhật Bản và phải đồng ý không dính líu vào các hoạt động truyền giáo. Ngày nay, tỉ lệ người Công giáo trong dân số Nhật Bản (1%) vẫn ít hơn nhiều so với các nước Đông Á khác như Trung Quốc (5%), Hàn Quốc (7.9%), Việt Nam (8%) và Philippines (hơn 80%).
Chính sách Tỏa Quốc cũng là một cách kiểm soát thương mại giữa Nhật Bản và các quốc gia khác, cũng như khẳng định vị thế mới của Nhật trong khu vực – việc giúp Nhật Bản thoát khỏi quan hệ cống nạp đã tồn tại giữa nó và Trung Quốc qua nhiều thế kỷ trước đây. Việc chống lại Tỏa Quốc từ trong nội bộ Nhật Bản trong thế kỷ 18 không mang lại kết quả. Sau đó, chính sách Tỏa Quốc là chính sách bảo vệ chính với việc suy kiệt tài nguyên thiên nhiên ở Nhật Bản – ví dụ như bạc và đồng – ra thế giới bên ngoài. Tuy vậy, trong khi xuất khẩu bạc qua Nagasaki bị Mạc phủ kiểm soát cho đến khi dừng mọi hoạt động xuất khẩu, việc xuất khẩu bạc qua Vương quốc Triều Tiên vẫn tiếp tục với số lượng lớn.
Cách Nhật Bản bắt kịp kỹ thuật phương Tây thời kỳ này là việc nghiên cứu y học và các tài liệu khác bằng tiếng Hà Lan có được từ Dejima. Quá trình này được gọi là Lan học (Rangaku). Nó trở thành lỗi thời sau khi đất nước mở cửa và chính sách Tỏa Quốc sụp đổ. Sau đó, nhiều sinh viên Nhật Bản (ví dụ như Kikuchi Dairoku) được gửi đi học ở nước ngoài, và nhiều người nước ngoài được thuê đến Nhật Bản (xem o-yatoi gaikokujin).
Chính sách này chấm dứt với Hiệp ước Kanagawa để đáp lại yêu cầu của Phó Đô đốc Matthew Perry.

## Chống lại bế quan tỏa cảng
Nhiễu nỗ lực riêng rẽ đã chấm dứt sự biệt lập của Nhật Bản được các cường quốc phương Tây thực hiện trong thế kỉ 18 và thế kỉ 19. Các tàu buôn Hoa Kỳ, Nga và Pháp đều đã cố gắng tạo dựng mối quan hệ với Nhật Bản, nhưng bị từ chối.

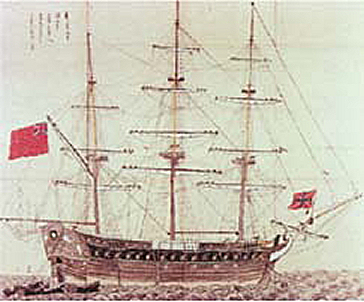
Bức vẽ của Nhật Bản về tàu HMS Phaeton ở cảng Nagasaki năm 1808.

- Năm 1778, một thương nhân từ Yakutsk với cái tên Pavel Lebedev-Lastochkin đến Hokkaidō với một đoàn thám hiểm nhỏ. Ông đề nghị tặng quà, và yêu cầu được buôn bán một cách lịch sự, nhưng vô hiệu.
- Năm 1787, Jean-François de Galaup, comte de La Pérouse dong buồm đến lãnh hải Nhật Bản. Ông đến thăm quần đảo Ryukyu và eo biển giữa Hokkaidō và Honshū, đặt nó theo tên mình.
- Năm 1791, hai tàu của Hoa Kỳ do nhà thám hiểm người Mĩ John Kendrick chỉ huy dừng lại 11 ngày ở đảo Kii Oshima, phía Nam của bán đảo Kii. Ông là người Mĩ đầu tiên đến thăm Nhật Bản. Ông hình như đã cắm quốc kỳ Hoa Kỳ, và khẳng định chủ quyền với quần đảo này, mặc dù ghi chép về chuyến đi của ông ở Nhật Bản đã không còn tồn tại.
- Từ năm 1797 đến năm 1809, vài tàu buôn của người Mĩ đến buôn bán ở Nagasaki bằng cờ Hà Lan, theo yêu cầu của người Hà Lan do họ không gửi được tàu của mình vì giao tranh với Anh trong Chiến tranh Napoleon [6]:

- Năm 1797, thuyền trưởng người Mĩ, William Robert Stewart, được người Hà Lan ủy nhiệm từ Batavia, đưa con tàu Eliza of New York đến Nagasaki, Japan, với hàng hóa của Hà Lan.
- Năm 1803, William Robert Stewart trở lại trên con tàu "Hoàng đế Nhật Bản" (chiếc "Eliza of New York" bị đánh cắp và đổi tên), tiến vào cảng Nagasaki và cố gắng vô ích trong việc buôn bán qua người Hà Lan ở Dejima.
- Một thuyền trưởng người Mĩ khác, John Derby của Salem, cũng không mở cửa Nhật Bản để buôn bán thuốc phiện được.

- Năm 1804, một công sứ Nga tên là Nikolai Rezanov, đến Nagasaki, to yêu cầu trao đổi thương mại. Mạc phủ đã từ chối lời yêu cầu, dẫn đến việc người Nga tấn công Sakhalin và quần đảo Kurol trong 3 năm sau đó, thúc đẩy việc Mạc phủ xây dựng tuyến phòng thủ ở Ezo.
- Năm 1808, tàu khu trục nhỏ Anh HMS Phaeton, đột kích tàu Hà Lan ở Thái Bình Dương, đến Nagasaki dưới cờ Hà Lan, yêu cầu và nhận được tiếp viện nhờ đe dọa vũ lực.
- Năm 1811, Đại úy Hải quân Nga Vasily Golovnin đặt chân lên đảo Kunashiri, và bị Mạc phủ bắt giữ và bị giam 2 năm.

Bức vẽ Nhật Bản về Morrison, buông neo trước Uraga năm 1837.

- Năm 1825, theo đề xuất của Takahashi Kageyasu, Mạc phủ ban hành "Lệnh đuổi các thuyền nước ngoài" (Ikokusen uchiharairei, còn được gọi là "Ninen nashi", hay luật "Không suy tính"), ra lệnh cho chính quyền dọc bờ biển bắt giữ hoặc giết người nước ngoài đặt chân lên bờ biển.
- Năm 1830, quần đảo Bonin, được Nhật Bản tuyên bố chủ quyền nhưng không có người ở, được một người Mĩ tên là Nathaniel Savory đến nghỉ chân, người đặt chân lên đảo Chichijima và thành lập thuộc địa đầu tiên ở đó.[7]
- Năm 1837, một thương gia người Mĩ từ Quảng Châu, tên là Charles W. King tìm thấy một cơ hội để mở cửa buôn bán bằng cách cố đưa về Nhật Bản 2 thủy thủ người Nhật (trong số họ có Otokichi), những người đã bị đắm tàu vài năm trước đó và dạt vào bờ biển Oregon. Ông đến thủy đạo Uraga bằng tàu Morrison, một tàu buôn Hoa Kỳ không vũ trang. Con tàu bị bắn vài lần, và cuối cùng, không thể dong buồm trở về.
- Năm 1842, sau tin Trung Quốc thất trận trong Chiến tranh Nha phiến và sự chỉ trích ở trong nước sau sự kiện Morisson, Bakufu trả lời thuận ý các yêu cầu của nước ngoài về quyền được tiếp tế ở Nhật Bản bằng cách đình chỉ lệnh xử tử người nước ngoài và áp dụng "Lệnh tiếp tế gỗ và nước" (Shinsui kyuyorei).

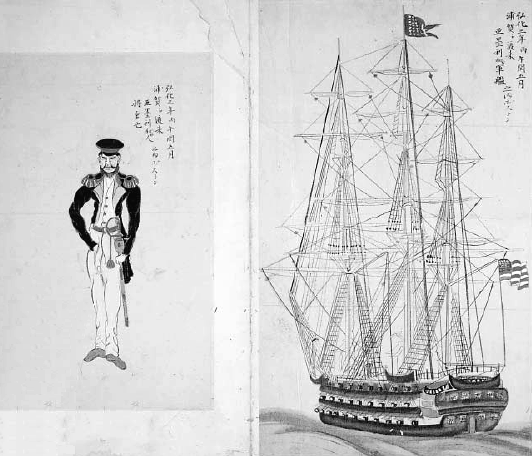
Tàu USS Columbus và một thủy thủ người Mĩ ở vịnh Edo năm 1846, từ sứ mệnh thất bại của James Biddle, được nghệ sĩ Nhật Bản vẽ lại.

- Năm 1844, một hải đoàn người Pháp của thuyền trưởng Fornier-Duplan đến Okinawa ngày 28 tháng 4 năm 1844 để cố gắng buôn bán. Thương mại bị từ chối, nhưng Cha Forcade bị bỏ lại cùng một người phiên dịch.
- Năm 1845, tàu săn cá voi Manhattan (1843) cứu thoát 22 thủy thủ Nhật Bản bị đắm tàu. Thuyền trưởng Mercator Cooper được cho phép vào cảng Edo, ông ở lại 4 ngày và gặp Thủ hộ Edo và vài quan lớn đại diện cho Thiên hoàng. Họ được tặng vài món quà và được trở về mà không bị làm phiền, nhưng họ nói rằng không bao giờ được trở lại.
- Ngày 20 tháng 7 năm 1846, Trung tá Hải quân James Biddle, được chính phủ Hoa Kỳ cử đi mở cửa thương mại, thả neo ở vịnh Tokyo với 2 tàu, bao gồm 1 tàu chiến tranh trang bị 72 khẩu đại pháo, nhưng yêu cầu một hiệp định thương mại vẫn không thành công.
- Ngày 24 tháng 7 năm 1846, Đô đốc người Pháp Cécille đến Nagasaki, nhưng Cécille đã thất bại trong việc đàm phán và vẫn bị từ chối cho phép đổ bộ. Ông đi cùng với hai cha xứ đã học tiếng Nhật ở Okinawa: cha Forcade và cha Ko.[8]
- Năm 1848, Người nửa Scotland-nửa Chinook Ranald MacDonald giả vờ bị đắm tàu ở đảo Rishiri để có thể vào được Nhật Bản. Ông được gửi đến Nagasaki, ông ở lại đó 10 tháng và trở thành thầy giáo dạy tiếng Anh đầu tiên ở Nhật Bản. Khi ông trở về Hoa Kỳ, MacDonald viết một bản tuyên bố gửi đến Quốc hội Hoa Kỳ, nói rằng xã hội Nhật Bản có trật tự tốt, người Nhật ứng xử tốt và có trình độ cao.
- Năm 1848, thuyền trưởng James Glynn đến Nagasaki, cuối cùng cũng dẫn đến việc thương thảo thành công đầu tiên một người Mĩ với "đất nước đóng cửa" Nhật Bản. James Glynn đề xuất với Quốc hội Hoa Kỳ rằng đàm phán để mở cửa Nhật Bản nên được hỗ trợ bằng phô trương sức mạnh, do đó dọn đường cho cuộc viễn chinh của Perry.
- Năm 1849, Tàu HMS Mariner của Hải quân Hoàng gia Anh tiến vào cảng Uraga để tiến hành đo đạc về địa hình. Trên tàu là người sống sót sau vụ đắm tàu Otokichi, với vai trò là thông dịch viên. Để tránh xảy ra phiền nhiễu với chính quyền Nhật Bản, ông cải trang làm người Hoa, và nói rằng ông đã học tiếng Nhật từ cha mình, phịa ra rằng ông là một thương nhân từng làm việc ở Nagasaki.
- Năm 1853, Sứ đoàn Nga của Yevfimy Putyatin đến Nagasaki (ngày 12 tháng 8 năm 1853). Sứ đoàn giới thiệu động cơ hơi nước, dẫn đến nỗ lực đầu tiên được ghi lại để sản xuất động cơ hoi nước ở Nhật Bản, của Hisashige Tanaka năm 1853.

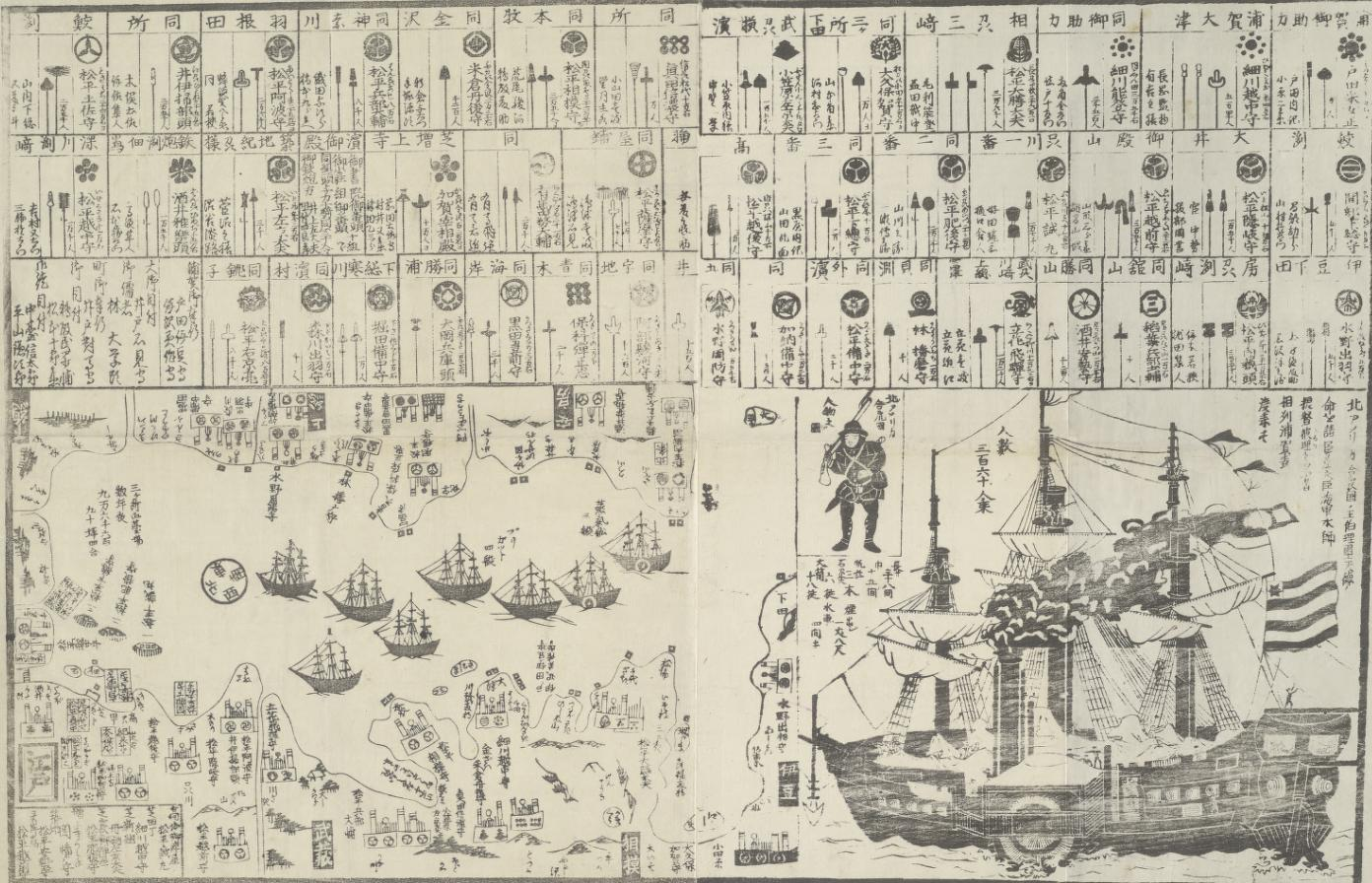
Tranh vẽ năm 1854 của Nhật Bản liên quan đến chuyến viếng thăm của Perry.

Những nỗ lực bất thành này tiếp tục, cho đến khi, vào ngày 08 tháng 7 năm 1853, Phó đề đốc Matthew Perry của Hải quân Hoa Kỳ với 4 tàu chiến: Mississippi, Plymouth,
Saratoga, và Susquehanna tiến vào cảng Edo (Tokyo) và thể hiện sức mạnh đầy sự hăm dọa từ các con tàu của ông với súng Paixhans. Ông yêu cầu Nhật Bản mở cửa thông thương với phương Tây. Những con tàu này được gọi là kurofune (hắc thuyền).

## Chấm dứt bế quan tỏa cảng
Năm sau đó, Hiệp ước Kanagawa (31 tháng 3 năm 1854), Perry trở về với bảy con tàu và ép Shogun ký "Hiệp ước Hòa bình và Hữu nghị", thiết lập quan hệ ngoại giao chính thức giữa Nhật Bản và Hoa Kỳ.
Từ năm 1852 đến năm 1855, Đô đốc Yevfimy Putyatin của Hải quân Nga đã có vài cố gắng để giành được các điều khoản buôn bán thuận lợi với nước Nga từ Shogun. Tháng 6 năm 1853, ông mang đến vịnh Nagasaki bức thư từ Bộ trưởng Ngoại giao Karl Nesselrode và giới thiệu với Hisashige Tanaka một máy hơi nước, có lẽ là chiếc đầu tiên được thấy ở Nhật Bản. Nỗ lực của ông cao nhất là Điều ước Shimoda tháng 2 năm 1855.
Trong vòng 5 năm, Nhật Bản ký các điều ước tương tự với các nước phương Tây khác. Điều ước Harris ký với Hoa Kỳ ngày 29 tháng 7 năm 1858. Những "Điều ước thời Ansei" được đông đảo giới trí thức Nhật Bản coi là bất bình đẳng, đã bị áp đặt vào Nhật Bản bằng con đường ngoại giao tàu chiến, và là một dấu hiệu của tham vọng của phương Tây sáp nhập Nhật Bản như đã làm với phần lớn lục địa. Trong các giới hạn, họ cho phép các nước phương Tây kiểm soát một cách lập lờ thuế quan nhập khẩu và đặc quyền ngoại giao với mọi người nước ngoài. Chúng sẽ vẫn là điểm mấu chốt trong quan hệ của Nhật Bản với phương Tây cho đến đầu thế kỷ 20.

### Sứ đoàn đến phương Tây

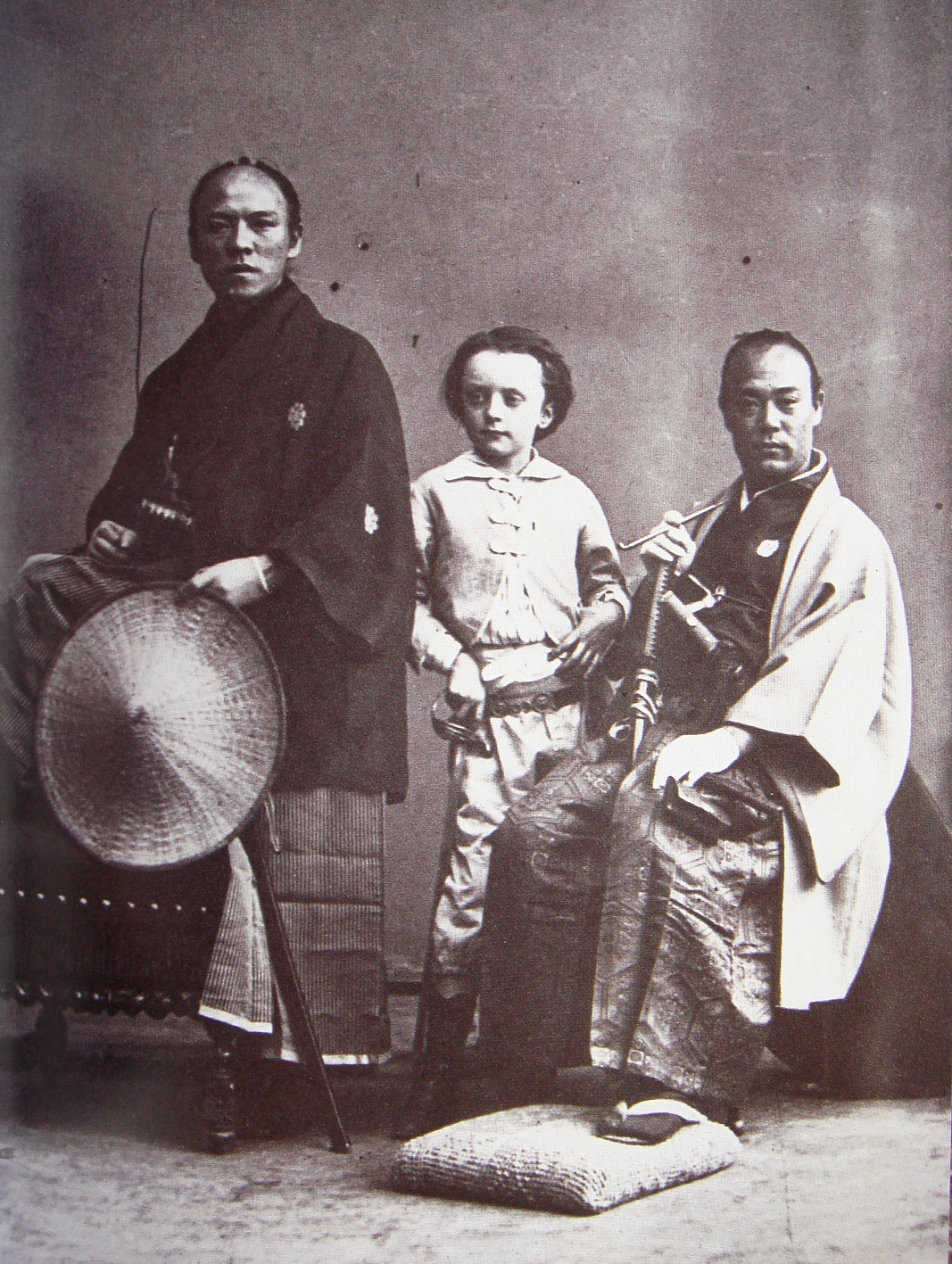
Con trai của Nadar, chụp ảnh với các thành viên của Phái bộ Nhật Bản thứ hai đến châu Âu năm 1863. Nadar chụp.

Vài phái bộ được Mạc phủ gửi ra nước ngoài, để học tập nền văn mình phương Tây, đàm phán lại các điều ước, và hoãn việc mở cửa các thành phố và bến cảng cho ngoại thương.
Một phái bộ Nhật Bản đến Hoa Kỳ được cử đi năm 1860, trên tàu Kanrin Maru. Một phái bộ đến châu Âu được cử đi năm 1862, và một phái bộ thứ hai đến châu Âu năm 1863. Nhật Bản cũng cử một đại diện và tham dự Hội chợ Thế giới 1867 ở Paris.
Các phái bộ khác, riêng biệt với các phái bộ do cả Mạc phủ lẫn đích thân Thiên hoàng Hiếu Minh cử sang châu Âu, ví dụ như Chōshū ngũ kiệt của phiên Choshu sang Luân Đôn, và các phái bộ của phiên Satsuma.